# Minettia flaveola
Minettia flaveola là một loài ruồi thuộc họ Lauxaniidae.